# Calonectria brasiliensis
Calonectria brasiliensis är en svampart som först beskrevs av Bat. & Cif., och fick sitt nu gällande namn av L. Lombard, M.J. Wingf. & Crous 20 10. Calonectria brasiliensis ingår i släktet Calonectria och familjen Nectriaceae.   Inga underarter finns listade i Catalogue of Life.